# Robert Rines
Robert H. Rines (Boston, 30 de agosto de 1922 — 1 de novembro de 2009) foi um advogado e inventor estadunidense. Ele talvez seja mais conhecido por seus esforços para encontrar e identificar o Monstro de Lago Ness.

## Biografia
Rines nasceu em 30 de agosto de 1922 em Boston, Massachusetts. Ele recebeu um diploma de bacharel em ciências pelo MIT em 1943, um doutor em Direito pela Universidade de Georgetown em 1946 e um Ph.D. da National Chiao Tung University em Taiwan em 1972. Durante a Segunda Guerra Mundial, Rines serviu como oficial do Army Signal Corps e ajudou a desenvolver o Sistema de Alerta Antecipado de Microondas.
Ele detém várias patentes nos Estados Unidos em uma ampla variedade de assuntos. Embora várias fontes on-line forneçam seu número como 80, 100 e até 200, a lista publicada pelo Franklin Pierce Law Center fornece seu número como 81, e 3 adicionais (Nos. 6 175 326, 7 314 178 e 7 392 192) também podem ser encontrados nos registros do US Patent and Trademark Office. No entanto, 12 daqueles na lista maior são referidos como "somente aplicativos", restando 72 patentes realmente emitidas nos EUA.
Ele era um renomado advogado de propriedade intelectual e, em março de 2004, recebeu o prêmio "Lifetime Achievement Award" da Boston Patent Law Association por suas contribuições no campo da propriedade intelectual. Rines também foi empossado como membro do National Inventors Hall of Fame em 1994 e do US Army Signal Corps Wall of Fame. Ele foi o fundador do Franklin Pierce Law Center, uma escola de direito privada localizada em Concord, New Hampshire , e da Academy of Applied Science , uma organização baseada em Massachusetts e New Hampshire dedicada a estimular o interesse de alunos do ensino médio em ciência, tecnologia, e invenções. Ele foi professor na Universidade de Harvard e MIT e membro do Conselho Consultivo Técnico do Departamento de Comércio dos Estados Unidos. No início dos anos 80, o Sr. Rines fundou a NEFFE, New England Fish Farming Enterprises, uma operação comercial de criação de salmão em Bristol, New Hampshire.
Como compositor, ele escreveu música para shows da Broadway e off-Broadway, incluindo Blast e Bravos, um musical baseado na vida de H. L. Mencken. Ele também compôs trilhas para Drums Under the Windows de O'Casey, Long Voyage Home de O'Neill e Credores de Strindberg.
Em maio de 2008, Rines se aposentou de seu cargo no MIT após 45 anos. Ele morreu em 1º de novembro de 2009 com 87 anos.

## Busca por "Nessie"
Durante uma visita à Escócia em 1972, Rines relatou ter visto "uma grande corcunda escura, coberta ... com pele áspera e mosqueada, como as costas de um elefante" no Lago Ness. Nos 35 anos seguintes, ele montou inúmeras expedições ao lago e pesquisou suas profundezas com sofisticados equipamentos eletrônicos e fotográficos, a maioria de sua própria autoria. Embora suas investigações tenham produzido várias teorias e várias fotografias tentadoras, ele foi incapaz de produzir evidências suficientes para convencer a comunidade científica da existência do monstro fabuloso.